# Homme-plante
Ne doit pas être confondu avec le personnage de l'Homme-chose
 (octobre 2020).
Si vous disposez d'ouvrages ou d'articles de référence ou si vous connaissez des sites web de qualité traitant du thème abordé ici, merci de compléter l'article en donnant les références utiles à sa vérifiabilité et en les liant à la section « Notes et références ».
L’Homme-plante (« Plantman » en VO) est un super-vilain évoluant dans l'univers Marvel de la maison d'édition Marvel Comics. Créé par le scénariste Stan Lee et les artistes Joe Carter et Dick Ayers, le personnage de fiction apparaît pour la première fois dans le comic book Strange Tales #113 en octobre 1963. 
Il fut plus tard renommé Blackheath.

## Biographie du personnage

### Origines
Né à Londres, Samuel Smithers travailla chez un botaniste sur l'activité mentale des plantes. Il partit aux États-Unis où il poursuivit ses expériences sur la communication entre l'homme et les plantes. Manquant d'éducation, il fut embauché comme jardinier par Morris Evans, qui le licencia car il préférait travailler sur ses inventions que jardiner. Il inventa par hasard un pistolet qui animait et contrôlait les plantes et tenta de voler son ancien patron mais la Torche Humaine détruisit son arme.
Quelques mois plus tard, il fabriqua de nouveau un pistolet-plante et voulut se venger de Johnny Storm. Il échoua. À sa sortie de prison, il fut enrôlé par le Comte Nefaria et devint lieutenant de la Maggia, tout comme le Porc-épic et l'Anguille. Ils attaquèrent les X-Men pour toucher une rançon mais furent vaincus.
Il lutta contre Namor et Triton en attaquant Londres avec le Léviathan, un organisme géant constitué d'algues.
Ayant besoin de fonds pour constituer ses recherches, il se fit remplacé par un clone végétal de lui-même et le contrôla à distance, mais le quatuor qu'il avait formé avec l'Anguille, l'Épouvantail et le Porc-épic fut vaincu par Captain America et le Faucon. Un deuxième clone fut vaincu par le Dr Strange, Power Man et le Gardien Rouge.
Son plan le plus ambitieux fut de s'emparer d'une base de l'HYDRA avec l'aide d'une armée de clones végétaux et de capturer le président des États-Unis, mais les Vengeurs réussirent à battre son arme secrète, un homme-arbre de 30m de haut.

### Une arme vivante en liberté
Durant un de ses séjours en prison, Mentallo orchestra une évasion pour Smithers, Headlok, Cottonmouth et Clint Barton (qui purgeait alors une peine pour sa participation aux Thunderbolts). Les forcenés se mirent à la recherche d'une arme secrète désignée par Justin Hammer. Il s'avéra que Barton travaillait secrètement pour le SHIELD et que Smithers était l'arme (Hammer lui avait fait ingéré une toxine biologique auparavant).

### Chez les Thunderbolts
Finalement, Clint Barton lutta contre Justine Hammer (Crimson Cowl) avec d'anciens super-vilains souhaitant s'amender, dont Smithers. Œil de Faucon mit sur pied une nouvelle équipe de Thunderbolts, et l'Homme-plante accepta d'en faire partie sous l'identité de Blackheath.
Smithers commença à muter à cause de la toxine et des effets secondaires de ses travaux expérimentaux. Confronté à sa nature florale, il choisit pourtant de ne pas relâcher la toxine, mortelle pour la faune, et fut apparemment tué par cette action.
En réalité dans un coma, son corps desséché fut récupéré par le SHIELD. Il draina l'humidité générée par Hydro-Man et recouvra toute sa force vitale. 
À sa libération, il rejoignit les Thunderbolts de Zémo (les réels criminels) et commença peu à peu à perdre son humanité. Après un combat contre les Vengeurs, il accepta de retourner en prison.

### Empyre
Lors de l'arc narratif Empyre (en), l’Homme-plante prend fait et cause pour les extraterrestres Cotati (en) qui ont décidé d’éradiquer toute vie animale sur Terre. Il assiège Central Park à New York mais est vaincu par la Vision, Luke Cage et le Docteur Némésis.

## Pouvoirs et capacités
Grâce à ses inventions (sous la forme de pistolets hi-tech), l'Homme-plante peut animer et accroître la taille des plantes, et les contrôler. La portée du rayon de son pistolet est de 500 m. Soumises à ce rayonnement, les plantes peuvent se déplacer et avoir une activité physique intense.
En complément de ses pouvoirs, Smithers possède de très bonnes connaissances en botanique, sans faire de lui un génie dans ce domaine. Il possède aussi des notions d’ingénierie et de mécanique.
- Les plantes contrôleés par l'Homme-plante sont diverses et peuvent être vénéneuses, envoyer des spores, étrangleuses, carnivores, etc.
- À plusieurs occasions, Smithers a développé des créatures végétales de forme humanoïde, surnommées Simuloïdes. Smithers les utilise pour le combat, car ces monstres possèdent une peau épaisse constituée de bois. Certains d'entre eux, plus faibles physiquement, sont des « répliques », possédant les schémas cérébraux de Smithers. Ce sont alors des clones du criminels, qu'il utilise pour ne pas s'exposer. Une fois, l'une de ces répliques a gagné une conscience propre. Il est devenu Végétor, des Forces de la Nature.
- En tant que Blackheath, son corps a muté en un hybride bio-végétal. Il peut développer de son propre corps des racines et des branches et les contrôler comme des tentacules. Sa peau est plus épaisse que celle d'un être humain.